# Clermain
Clermain är en kommun i departementet Saône-et-Loire i regionen Bourgogne-Franche-Comté i östra Frankrike. Kommunen ligger i kantonen Tramayes som tillhör arrondissementet Mâcon. År 2018 hade Clermain 231 invånare.

## Befolkningsutveckling
Antalet invånare i kommunen Clermain
| Referens: INSEE |